# Macrogomphus robustus
Macrogomphus robustus – gatunek ważki z rodziny gadziogłówkowatych (Gomphidae).